# Bulbophyllum ialibuense
Bulbophyllum ialibuense é uma espécie de orquídea (família Orchidaceae) pertencente ao gênero Bulbophyllum. Foi descrita por Paul Ormerod em 2002.